# 艾娜·库尔布里思

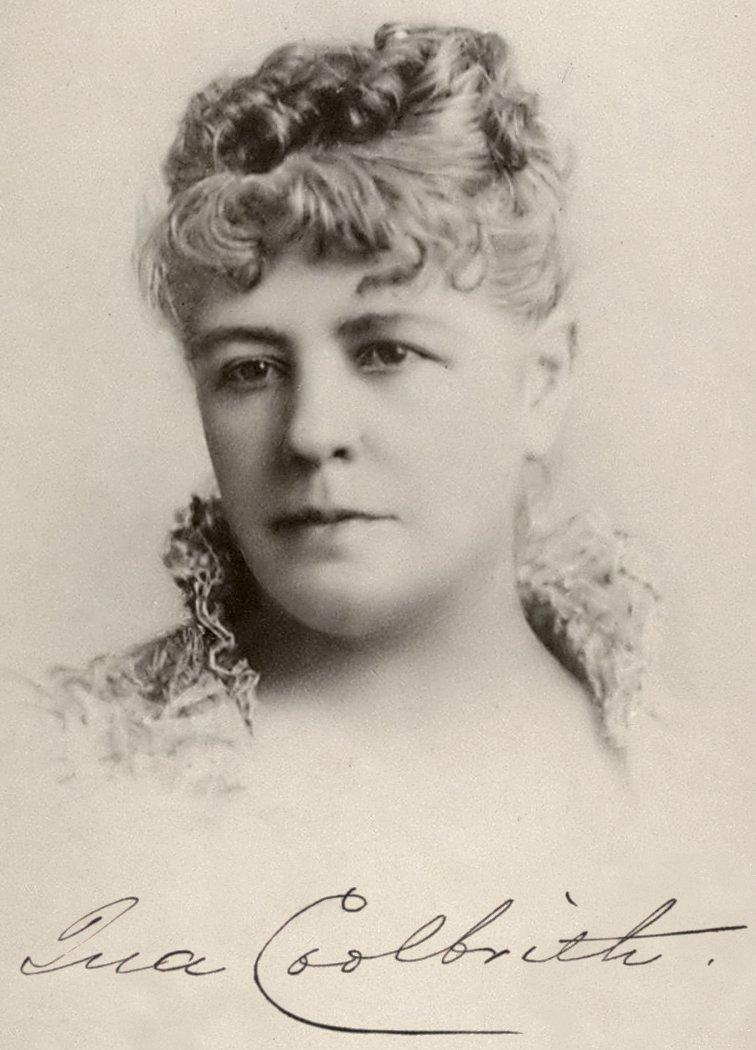
艾娜·库尔布里思

艾娜·库尔布里思（1841年3月10日 - 1928年2月29日）是一位美国诗人、作家、图书管理员  ，艾娜·库尔布里思是耶穌基督後期聖徒教會创始人約瑟·斯密的侄女。 
艾娜·库尔布里思青少年時期在洛杉矶定居，後來搬到旧金山，認識了作家布雷特·哈特和查尔斯·沃伦·斯托达德。 之後又搬到奥克兰，成為當地的一位图书管理员。 
1915年6月30日，艾娜·库尔布里思被評為加利福尼亚州桂冠诗人，她是加利福尼亚州第一位桂冠诗人，也是美國第一位州級別的桂冠诗人。 